# Zielona Górka
Zielona Górka (deutsch Grünberg) ist ein Stadtteil des kreisfreien Stadt Olsztyn (deutsch Allenstein), der Hauptstadt der Woiwodschaft Ermland-Masuren in Polen.

## Geographische Lage
Zielona Górka lieg im Nordosten der Stadt Olsztyn im mittleren Westen der Woiwodschaft Ermland-Masuren. Das Olsztyner Stadtzentrum liegt drei Kilometer weit entfernt in westlicher Richtung. In den Stadtteil eingegliedert sind die Orte Track (Trautzig) am Jezioro  Trackie (Trautziger See), Stare Zalbki und Karolin, wobei die westliche Hälfte von Karolin bereits zum Stadtteil Podleśna gehört.
|  |

Im Norden und Osten bildet die Stadtgrenze Olsztyns zugleich die Grenze des Stadtteils Zielona Górka. Im Süden grenzt er an den Stadtteil Kętrzyńskiego, und im Westen an den Stadtteil Podleśna.

## Geschichte/Beschreibung
Grünberg war ursprünglich eine kleine Siedlung, entstanden rundum ein kleines Gehöft, und hieß noch bis zum 14. März 1848 Abbau Schabram. Bis zum Jahre 1910 war Grünberg ein selbständiges Dorf im ostpreußischen Kreis Allenstein, als es im Rahmen von Strukturreformen in die dann kreisfreie Stadt Allenstein (polnisch Olsztyn) eingemeindet wurde.
Nachdem das gesamte südliche Ostpreußen 1945 in Kriegsfolge an Polen überstellt worden war, erhielt Grünberg die polnische Namensform „Zielona Górka“.
Heute ist aus dem ehemaligen Dorf ein Stadtteil der Woiwodschaftshauptstadt geworden, dessen Anblick geprägt ist von übermächtigen Eisenbahnanlagen für den Personenverkehr, aber mehr noch für den Güterverkehr – auch wenn Zielona Górka über keine eigene Bahnstation verfügt, sondern auf den Hauptbahnhof der Stadt (Olsztyn Głowny) verwiesen ist. Beschaulicher wirkt da schon der kleine Ort Track (Trautzig) am gleichnamigen See, wobei dieser aber schon zum Stadtteil Kętrzyńskiego gehört.
Durch den Stadtteil verläuft in West-Ost-Richtung die ulica Marii Zientary-Malewskiej als Ausfallstraße in Richtung Osten bis kurz vor die Stadt Barczewo (Wartenburg i. Ostpr.). Die ul. Letnia führt zum Ort Stare Zalbki, und die ul. Wiosenna weiter bis nach Karolin.
In Zielona Górka befindet sich der Sitz des international renommierten Geflügelwarenherstellers Indykpo S.A. Auch die Gazeta Olsztyńska ist hier ansässig. Ein touristischer Anziehungspunkt ist das Gutshaus Trautzig, das um 1800 entstanden ist, sich gut erhalten hat und bewohnt wird. Es war das Wohnhaus des für die Stadt so bedeutenden Bürgermeisters Oskar Belian, der von 1877 bis 1908 sehr erfolgreich amtierte.

## Kirche

### Römisch-katholisch
Das einstige Grünberg und dann auch der Stadtteil Zielona Górka waren in die römisch-katholische St.-Jakob-Kirche eingepfarrt. Im Jahre 1991 allerdings wurde in Zielona Górka an der ul. Morwowa die Kirche St. Anna innerhalb einer eigenen Pfarrei errichtet. Sie gehört zum Dekanat Olsztyn II - Zatorze im Erzbistum Ermland, zugeordnet ist die St.-Anna-Kirche in Nikielkowo (Nickelsdorf).

### Evangelisch
Grünberg war seinerzeit wie Zielona Górka heute in die evangelische Kirche Allenstein und heutige – mit einem Namen versehene – Christus-Erlöser-Kirche in Olsztyn eingegliedert, vor 1945 zur Kirchenprovinz Ostpreußen der Kirche der Altpreußischen Union, jetzt zur Diözese Masuren der Evangelisch-Augsburgischen Kirche in Polen zugehörig. 